# Cold Like War
Cold Like War è il quinto album in studio del gruppo musicale statunitense We Came as Romans, pubblicato nel 2017.
Si tratta dell'ultimo disco con Kyle Pavone in formazione; il cantante è infatti deceduto nell'agosto 2018.

## Tracce
1. Vultures with Clipped Wings – 4:05
2. Cold Like War – 3:46
3. Two Hands – 3:54
4. Lost in the Moment – 4:13
5. Foreign Fire – 3:54
6. Wasted Age – 3:47
7. Encoder – 3:20
8. If There's Nothing to See (featuring Eric Vanlerberghe of I Prevail) – 4:35
9. Promise Me – 3:45
10. Learning to Survive – 4:30

## Formazione
- David Stephens – voce
- Kyle Pavone – voce, tastiera, piano, sintetizzatore
- Joshua Moore – chitarra, cori
- Lou Cotton – chitarra
- Andy Glass – basso, cori
- David Puckett – batteria, percussioni

## Classifiche
| Classifica (2017) | Posizione raggiunta |
| ----------------- | ------------------- |
| Stati Uniti       | 61                  |